# Marunouchi
Marunouchi (丸の内) est un quartier commercial de Tokyo situé dans l'arrondissement de Chiyoda entre la gare de Tokyo et le palais impérial.

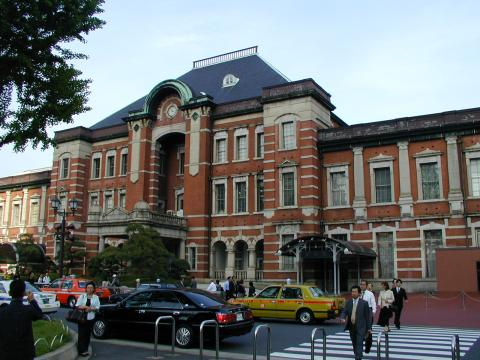
Sortie Marunouchi de la Gare de Tokyo.

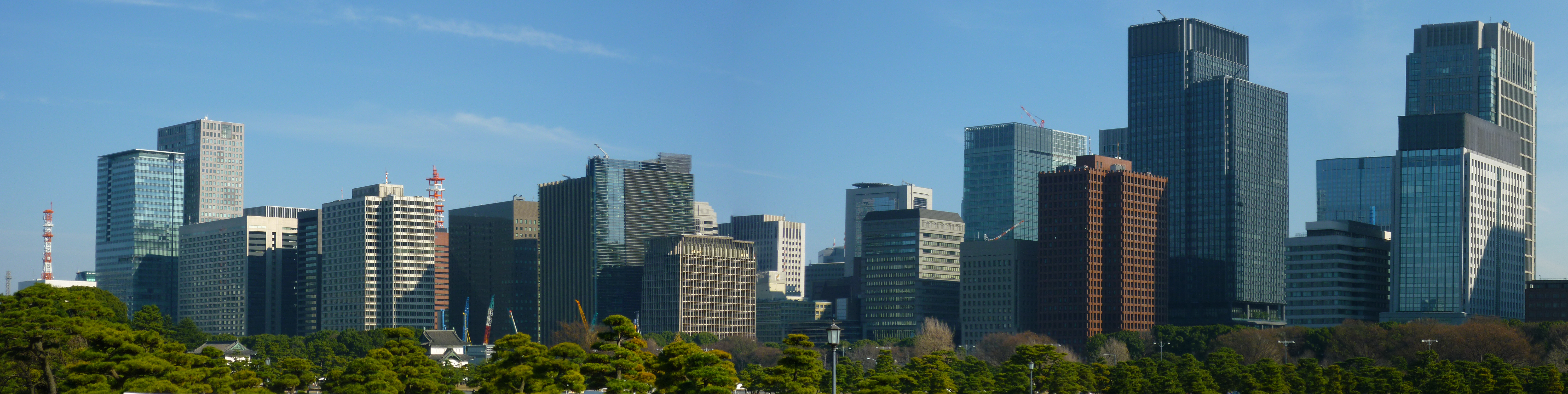
Gratte-ciels de Marunouchi vue depuis les jardins du palais impérial.

Marunouchi signifie « à l'intérieur du cercle », en référence à sa localisation à l'intérieur des douves du palais impérial.
Le quartier est le centre financier du Japon, les trois plus grosses banques du pays y ont leur quartier général.

## Histoire
En 1590, avant que Ieyasu Tokugawa s'établisse au Château d'Edo, la zone était un bras de mer de la baie de Tokyo et s'appelait Hibiya. Avec l'expansion du chateau, le bras de mer fut comblé à partir de 1592.
De nouvelles douves furent construites, les anciennes devenant les douves intérieurs. La zone prit le nom d'Okuruwauchi ("intérieur de l'enceinte").
Les daimyo, en particulier shinpan et fudai, ont fait construire leurs résidences ici, et avec 24 propriétés, la zone était également appelée daimyō kōji (« allée des daimyo »).
Les bureaux des magistrats du sud, du nord et de la finance se situaient également dans ce quartier. 
À la suite de la restauration de Meiji, Marunouchi tombe sous le contrôle du gouvernement national, qui érige des casernes et des terrains de rassemblement pour l'Armée impériale japonaise.
Celles-ci ont déménagé en 1890, et Iwasaki Yanosuke, frère du fondateur (et par la suite vice-président) de Mitsubishi, racheta les terrains pour 1,5 milliard de yen.
Au fur et à mesure que l'entreprise développa le terrain, il prit le nom de Mitsubishi-ga-hara (les "champs de Mitsubishi").
Mitsubishi Estate a gardé le contrôle de la plupart de ces terrains, et le quartier général de plusieurs entreprises du groupe Mitsubishi se situe à Marunouchi.
Le siège du gouvernement de la préfecture de Tokyo se trouvait sur le site de l'ancien Kōchi Han en 1894.
Il a été déplacé dans le Siège du gouvernement métropolitain de Tokyo à Shinjuku en 1991, remplacé par le Tokyo International Forum et la Toyota Tsūshō.
Près d'un tiers du PIB du Japon est généré dans cette zone.

## Bâtiment à Marunouchi
- Marunouchi Oazo
- Marunouchi Building
- Shin-Marunouchi Building
- Mitsubishi Corporation Building

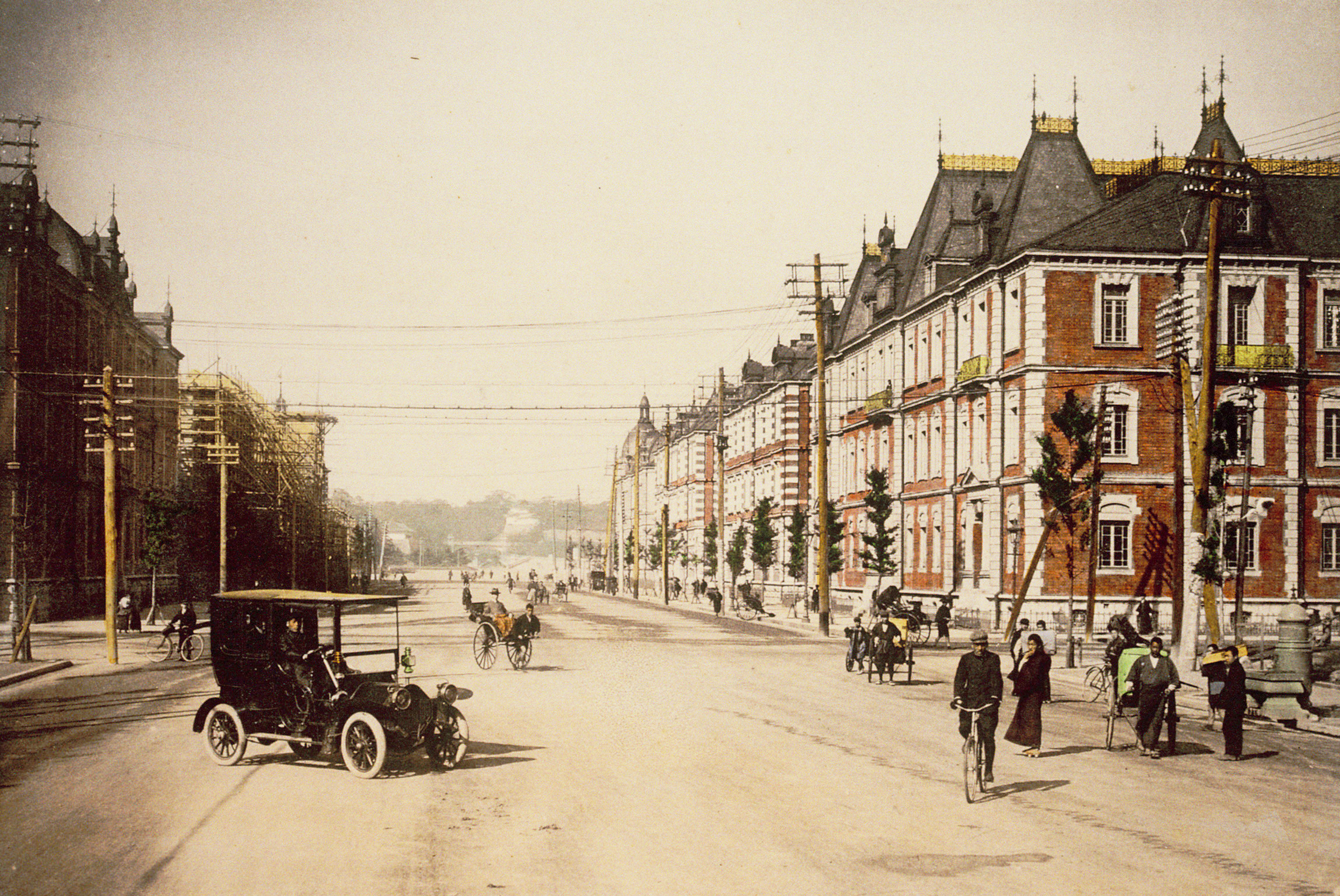
Photo de 1920 d'une vue du quartier général de Mitsubishi et ses environs à Marunouchi, face au Palais impérial.

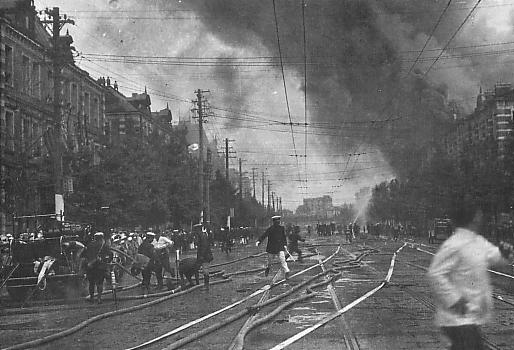
Marunouchi en flamme à la suite du séisme de 1923 de Kantō.

- Tokyo Central Post Office (fermée)
- Tokyo International Forum
- Mitsubishi Ichigokan Museum, Tokyo
- Gare de Tokyo (mise en service en 1914), gare principale des liaisons intercité de Tokyo.

## Entreprises basées à Marunouchi
Calbee a son quartier général dans la Marunouchi Trust Tower.
Konica Minolta a son quartier général dans le Marunouchi Center Building.
- Entreprise du groupe Mitsubishi :
  - The Bank of Tokyo-Mitsubishi UFJ[3]
  - Meiji Yasuda Life Insurance
  - Mitsubishi Corporation
  - Mitsubishi Electric
  - Nippon Yusen
  - Tokio Marine & Nichido Fire Insurance Co., Ltd.
- Hitachi
- Nikko Citigroup
- Toyota Tsūshō

Marunouchi héberge également les bureaux japonais de Aeroméxico (Pacific Century Place Marunouchi) , Citigroup, Nikko Cordial, Nikko Citigroup, Banca Commerciale Italiana, Rabobank, JPMorgan Chase, Bank Negara Indonesia, Bank of India, Bayerische Landes Bank, Bloomberg, BT Asia Securities, First National Bank of Boston, KPMG, Latham & Watkins, Mellon Financial, Morgan, Lewis & Bockius, Morrison & Foerster, Overseas Union Bank, Philadelphia National Bank, PricewaterhouseCoopers, Ropes & Gray, Royal Bank of Scotland, Royal Insurance, Standard Chartered Bank, Deloitte Touche Tohmatsu, Bain & Company.
Japan Airlines avait son siège dans le Tokyo Building de Marunouchi.

## Transports
- Stations de métro :
  - Nijūbashimae (Ligne Chiyoda)
  - Ōtemachi (Lignes Chiyoda, Hanzōmon, Marunouchi, Mita et Tōzai)
- Gare :
  - Gare de Tokyo (Shinkansen, lignes Chūō, Keihin-Tōhoku, Keiyō, Sōbu, Yamanote, Yokosuka et Marunouchi)